# Raspas del Embarcadero
Raspas del Embarcadero es un club deportivo vasco que ha disputado regatas en todas las categorías y modalidades de banco fijo, en bateles, trainerillas y traineras desde su fundación en 1969. También, varios de sus remeros han competido en las diferentes modalidades de banco móvil y remoergómetro.

## Historia

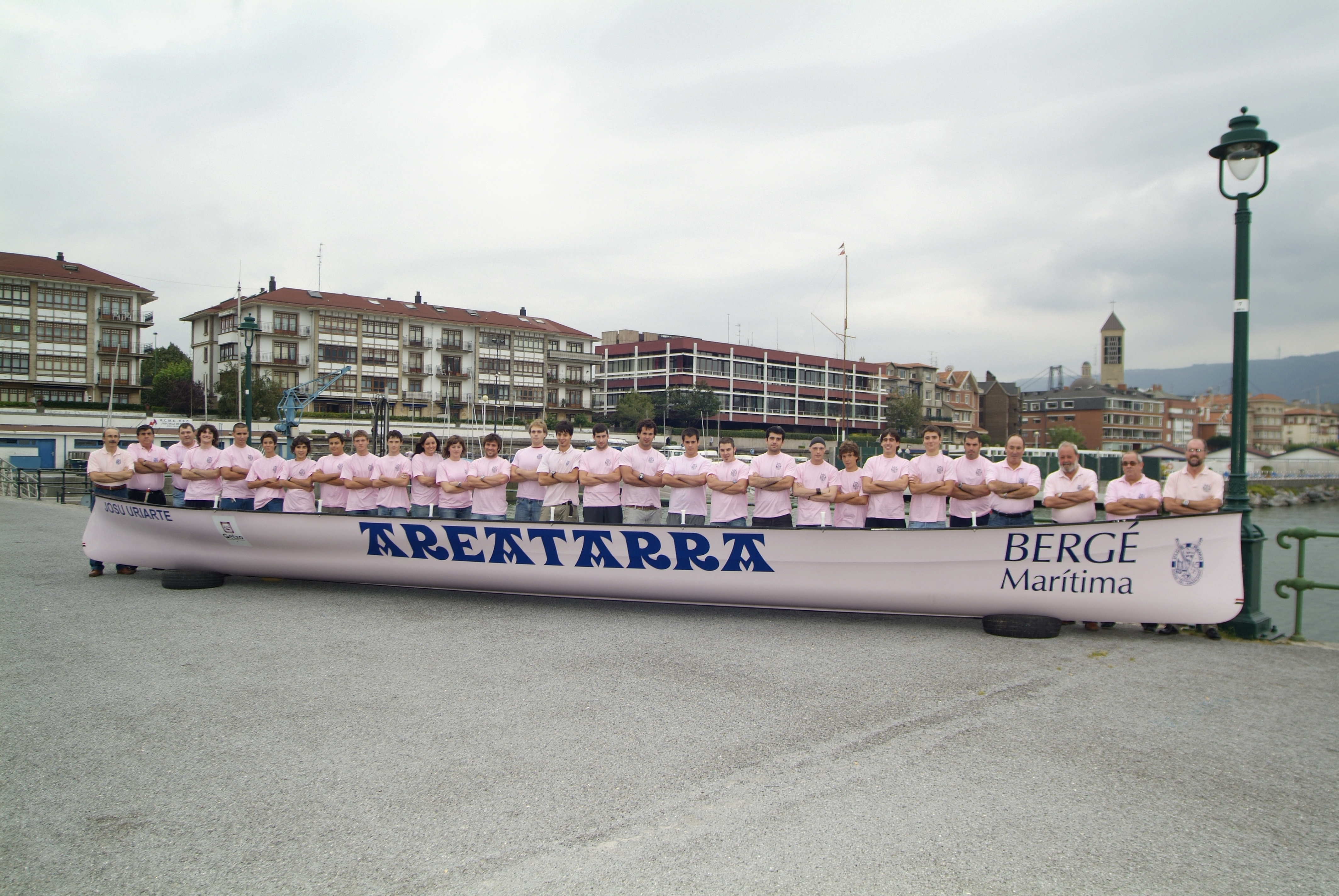
Trainera de Raspas

Disputó sus primeras competiciones en barcos pequeños, pero desde 1981 comenzó a disputar regatas de traineras. Ese año disputó varias regatas, pero no fue hasta 1990 cuando retornó a disputar más competiciones. A partir de entonces remó continuadamente hasta 1997. A comienzos de los años 2000 volvió a competir en algunos descensos de traineras, pero no fue hasta 2005 cuando disputó la liga Federativa B. Al año siguiente comenzó la liga ARC, y disputó la segunda categoría de dicha liga, donde se mantuvo hasta 2014. En 2013 participó en esta liga, pero fue última clasificada en todas las regatas por alineación indebida en la temporada anterior.
Tras cuatro años sin sacar trainera, a finales de 2017 se anunció su vuelta a la ARC-2, con una trainera de canteranos del club.